# Steven Greer
Steven Macon Greer (Charlotte, 28 giugno 1955) è un ufologo statunitense, fondatore delle associazioni private senza scopo di lucro CSETI e Disclosure Project.

## Biografia
Greer è anche il fondatore di AERO (Advanced Energy Research Organization) e di "Orion Project". Scopo di tali associazioni è la ricerca di fondi per studi sul moto perpetuo e altre soluzioni per l'energia libera, gratuita.
Greer sostiene di essere in contatto diretto con gli extra-terrestri e afferma di avere coniato il termine "Incontri ravvicinati del quinto tipo" per descrivere incontri con gli extra-terrestri caratterizzati da comunicazioni mutuali.

## CSETI
Nel 1990 Greer fonda l'associazione privata senza scopo di lucro chiamata Centro per gli Studi sull'Intelligenza Extraterrestre (CSETI, Center for Study of Extraterrestrial Intelligence). Con il tempo lo CSETI include la "CE-5 Initiative".

## Disclosure Project
Tre anni dopo aver fondato lo CSETI, Greer fonda un'altra associazione, detta Disclosure Project, con l'obiettivo di produrre prove e testimonianze sui fenomeni UFO. Rimane celebre in ambito ufologico il convegno chiamato proprio "The Disclosure project", tenutosi il 9 maggio 2001 in Washington DC presso il National Press Club.
Tra i partecipanti (che dichiarano tutti, in chiusura dell'intervento, di essere pronti a testimoniare sotto giuramento davanti al congresso), si ricordano in ordine di apparizione:
1. lo stesso Greer, moderatore, introdotto dall'attore John Cypher;
2. John Callahan, Capo Divisione Incidenti e Investigazionni per la FAA in Washington, negli '80 (in pensione);[7][8].
3. Charles Earl Brown, tenente colonnello in pensione della USAF;[9]
4. Michael Smith, sergente USAF (1967-73), controllore radar;
5. Enrique Kolbeck, Controllore del traffico aereo;
6. Graham Bethune, pilota comandante della marina (US Navy) in pensione;[10]
7. Dan Willis, US Navy, autorizzazione Top Secret di 14º livello;[11]
8. Don Phillips, USAF e CIA;[12]
9. Robert Salas, capitano USAF, ufficiale di lancio dei missili Minuteman, testimone dell'incidente di Malmstrom (Montana) del 16 marzo 1967;[13]
10. Dwynne Amesson, USAF, ufficiale di comunicazioni elettroniche;[14]
11. Harland Bentley, US Army;
12. John Maynard, sergente in pensione della DIA (Defence Intelligence Agency) ;[15]
13. Karl Wolf, sergente USAF, autorizzazione Crypto Top Secret a Langley, Virginia (min:8:25);
14. Donna Hare, impiegata NASA (Philco Ford Aerospace, 1967-81);
15. Larry Warren, USAF, ufficiale di sicurezza;
16. George Filer III, maggiore USAF e pilota in pensione, che riporta, tra le altre cose, anche l'avvistamento di Teheran;[16]
17. Clifford Stone, sergente di prima classe US Army, testimone di UFO Crash che dichiarò: "So che non siamo soli nell'Universo. So che l'assenza di evidenza non è evidenza di assenza. È evidenza che è stata negata al popolo americano. Sono qui davanti a voi ed al Dio Onnipotente, e vi dico questo: se il Congresso mi chiama a testimoniare in dettaglio ciò che so, sono qui oggi a dirvi che sarò pronto a farlo. I governi non devono mai mentire ai popoli, per nessuna ragione";[17]
18. Mark McCandlish, USAF;
19. Daniel Sheehan, avvocato e consigliere generale del Disclosure Project, che racconta diversi fatti, tra cui la richiesta di Carter (allora presidente USA) a Bush Senior (allora direttore CIA) di informazioni sugli UFO, ma queste vennero negate;
20. Dr. Carol Rosin, che racconta il suo incontro con Von Braun.

## Documentari

### Sirius
Nel 2013, Greer ha co-prodotto Sirius, un documentario che espone dettagliatamente le sue opere e le ipotesi riguardanti la vita extraterrestre, le coperture governative e gli incontri ravvicinati del quinto tipo. Il film è stato diretto da Amardeep Kaleka e narrato da Thomas Jane e copre il libro di Greer del 2006 Hidden Truth, Forbidden Knowledge. Il film è stato presentato in anteprima il 22 aprile 2013 a Los Angeles, in California, e contiene interviste di ex funzionari governativi e militari.

### Unacknowledged
Nel 2017 è stato prodotto un secondo documentario, Unacknowledged, finanziato tramite crowfounding, disponibile in Italia in originale sottotitolato.

## Pubblicazioni
- Contact: Countdown to Transformation 2009. ISBN 9780967323831.
- Hidden Truth - Forbidden Knowledge 2006. ISBN 0967323827.
- Disclosure : Military and Government Witnesses Reveal the Greatest Secrets in Modern History 2001. ISBN 0967323819.
- Extraterrestrial Contact: The Evidence and Implications 1999. ISBN 0967323800.